# Ratpenat de ferradura sedós
El ratpenat de ferradura sedós (Rhinolophus sedulus) és una espècie de ratpenat de la família dels rinolòfids. Viu a Brunei, Indonèsia i Malàisia. El seu hàbitat natural és el bosc primari. No hi ha cap amenaça significativa per a la supervivència d'aquesta espècie, tot i que està afectada per la desforestació a causa de la tala, el desenvolupament agrícola, les plantacions i els incendis forestals que afecta l'hàbitat d'alimentació principal, així com els hàbitats dormidors.